# Il sogno di Pluto
Il sogno di Pluto (Pluto's Judgement Day) è un film del 1935 diretto da David Hand. È un cortometraggio d'animazione della serie Mickey Mouse, distribuito negli Stati Uniti dalla United Artists il 31 agosto 1935. Topolino ricopre tuttavia un ruolo secondario nella trama, poiché il protagonista è in realtà il suo cane Pluto. A partire dagli anni novanta il corto è più noto col titolo Pluto e il giorno del giudizio.

## Trama
Pluto insegue un gattino che, coperto di fango, entra in casa e si rifugia tra le braccia di Topolino. Quest'ultimo, furioso con il suo cane, lo avverte che nel suo giorno del giudizio dovrà rispondere di tutti i gatti che ha inseguito. Mentre Topolino fa il bagno al gattino, Pluto si addormenta davanti al fuoco e sogna di venire attirato da un gatto in un tribunale in cui tutti (giudice, procuratore, giurati, testimoni e spettatori) appartengono a tale specie e lo giudicano per le sue malefatte contro il genere felino. Dopo aver ascoltato le testimonianze di tre vittime, la giuria dichiara Pluto colpevole e lo condanna al rogo. Mentre sogna che le fiamme lo stiano per raggiungere, Pluto viene colpito da un tizzone ardente e si sveglia di soprassalto, tuffandosi nella tinozza in cui Topolino sta lavando il gattino. Condizionato dal proprio sogno, Pluto tenta di scappare, ma Topolino convince i due animali a fare la pace.

## Distribuzione

### Edizione italiana
Il film fu distribuito in Italia nel 1937 in lingua originale e privo della scena in cui Pluto viene condotto al rogo attorniato dai gatti. Il primo doppiaggio italiano conosciuto fu eseguito dalla Royfilm per l'inclusione nella VHS del giugno 1985 Paperino e i racconti misteriosi; in questa versione le battute del procuratore sono in prosa anziché in rima, e inoltre le canzoni sono doppiate in oversound. La stessa società eseguì un nuovo doppiaggio più curato per la VHS numero 14 della serie VideoParade uscita nel febbraio 1994, utilizzato in tutte le successive occasioni.

### Edizioni home video

#### VHS
America del Nord
- Scary Tales (1983)
- Halloween Haunts (14 dicembre 1994)

Italia
- Paperino e i racconti misteriosi (giugno 1985)[4]
- VideoParade n. 14 (febbraio 1994)[5]

#### DVD
Una volta restaurato, Il sogno di Pluto fu distribuito in DVD-Video nel primo disco della raccolta Topolino star a colori, facente parte della collana Walt Disney Treasures e uscita in America del Nord il 4 dicembre 2001 e in Italia il 21 aprile 2004. Nel DVD è possibile vedere anche il test a matita del cortometraggio.